# Rhyacophila procliva
Rhyacophila procliva är en nattsländeart som beskrevs av Douglas E. Kimmins 1953. Rhyacophila procliva ingår i släktet Rhyacophila, och familjen rovnattsländor. Inga underarter finns listade i Catalogue of Life.